# Melnikowo (Tomsk)
Melnikowo (russisch Ме́льниково) ist ein Dorf in der Oblast Tomsk (Russland) mit 8377 Einwohnern (Stand 14. Oktober 2010).

## Geographie
Das Dorf liegt im Westsibirischen Tiefland, gut 50 km Luftlinie westlich des Oblastverwaltungszentrums Tomsk, etwa fünf Kilometer vom linken Ufer des Ob entfernt, von dem sie durch ein sich entlang des Flusses erstreckendes Sumpfgebiet, den Ob-Sumpf (Obskoje boloto) getrennt ist.
Melnikowo ist Verwaltungszentrum des Rajons Schegarski sowie Sitz der Landgemeinde Schegarskoje selskoje posselenije, zu der außerdem die Dörfer Naschtschokowo (714 Einwohner; etwa 3 km südlich des Zentrums) und Staraja Schegarka (85 Einwohner; 4 km östlich, unmittelbar am Ob) gehören. Die Gesamteinwohnerzahl der Gemeinde beträgt somit 9176 (14. Oktober 2010).

## Geschichte
Das Dorf Schegarka am Ob, das heutige Staraja Schegarka („Alt-Schegarka“) wurde spätestens 1782 erstmals erwähnt; in dieser Zeit gab es dort 15 Höfe. Nach anderen Angaben existierte der Ort bereits 1616. Ende des 19. Jahrhunderts betrug die Einwohnerzahl 161.
Im 20. Jahrhundert entstand eine neue Siedlung an Stelle des heutigen Dorfes, genannt Schegarskoje. 1936 wurde es Verwaltungszentrum des neu geschaffenen Rajons Schegarski. 1938 erhielt das Dorf seinen heutigen Namen, während der Rajon die ursprüngliche Bezeichnung behielt.

### Bevölkerungsentwicklung
| Jahr | Einwohner |
| ---- | --------- |
| 1939 | 1.669     |
| 1959 | 3.812     |
| 1970 | 5.260     |
| 1979 | 7.359     |
| 1989 | 10.130    |
| 2002 | 9.717     |
| 2010 | 8.377     |

Anmerkung: Volkszählungsdaten

## Wirtschaft und Infrastruktur

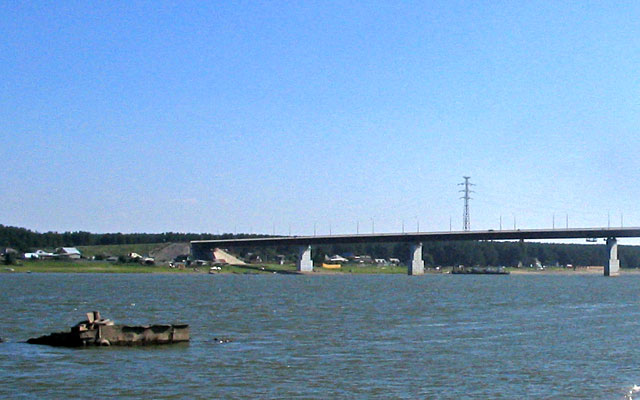
Obbrücke bei Melnikowo

Melnikowo ist Zentrum eines Landwirtschaftsgebietes regionaler Bedeutung, mit verschiedenen Betrieben zur Verarbeitung landwirtschaftlicher Produkte. Eine bedeutende Rolle spielt auch das Sammeln und die Verarbeitung von Wildfrüchten.
Das Dorf liegt an der Regionalstraße R398 von Tomsk nach Kolpaschewo, die dort den Ob auf einer 1987 eröffneten, 645 Meter langen Brücke (Schegarski most) überquert und den Ort südlich umgeht. Einige Kilometer nordwestlich zweigt die R399 nach Baktschar ab, während in südlicher Richtung das linke Obufer aufwärts eine neue Straße in die benachbarte Oblast Nowosibirsk, über Kolywan nach Nowosibirsk führt – eine der beiden Straßenverbindungen zwischen den Oblastzentren Tomsk und Nowosibirsk.